# Slap, Tržič
Slap este o localitate din comuna Tržič, Slovenia, cu o populație de 181 de locuitori.